# Kinzie Kenner

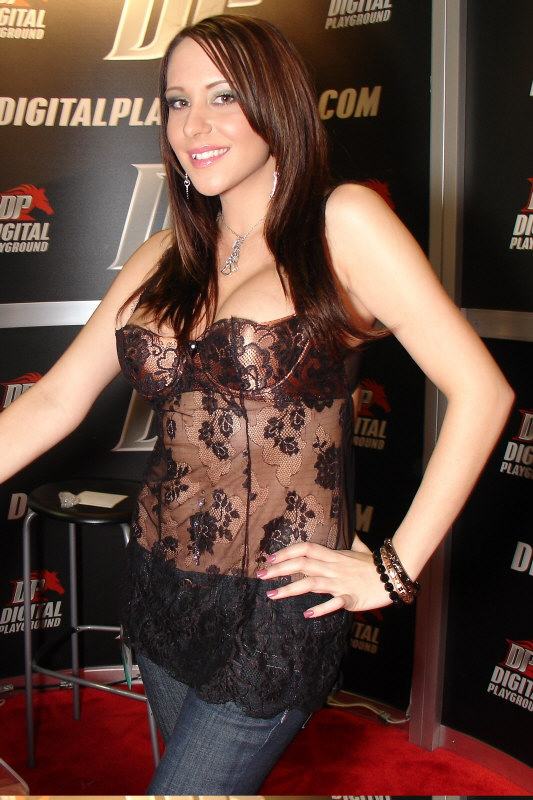
Kinzie Kenner (2007)

Kinzie Kenner (* 22. Juli 1984 in Kalifornien) ist eine US-amerikanische Pornodarstellerin und Gogo-Tänzerin.

## Karriere
Sie stieg 2003 im Alter von rund 19 Jahren in die Pornofilmindustrie ein.
Im Herbst 2005 ließ sie sich die Brüste zu einem D-Cup vergrößern. Im Jahr 2008 war sie eine von mehreren Pornostars, die in dem Musik-Video des Rappers Necro für den Song Who's Your Daddy? auftraten.

## Filmografie
- 2005: Camp Cuddly Pines Powertool Massacre
- 2005: Jack’s Teen America 6
- 2006: Island Fever 4
- Slutty and Sluttier 5
- 2006: Jack’s POV 3
- 2006: Jack’s POV 5
- Strap Attack 5

## Auszeichnungen
- 2006: XRCO Award „Cream Dream“[4]